# Sceau du Dakota du Nord
Le Grand Sceau du Dakota du Nord est le sceau officiel de l’État du Dakota du Nord. La coloration varie selon les sources.

## Description
Un arbre dans le champ ouvert, dont le tronc est entouré par trois paquets de blé ; à droite une charrue, une enclume et une luge; sur la gauche, un arc croisé avec trois flèches, et un Indien à cheval poursuivant un bison vers le Soleil couchant, le feuillage de l'arbre voûté par un demi-cercle de quarante-deux étoiles, entouré de la devise « Liberté et union maintenant et pour toujours, un et inséparable », d’après la Réponse à Hayne de Daniel Webster, les mots « Grand sceau » en haut, la devise officielle de l'État du Dakota du Nord en bas, le 1er octobre à gauche et 1889 à droite.